# 聖瑪利亞 (智利)
32°44′49″S 70°39′35″W / 32.74694°S 70.65972°W

聖瑪利亞（西班牙語：Santa María），是智利的城市，位於該國中部瓦爾帕萊索大區的聖費利佩德阿空加瓜省，面積166.3平方公里，海拔高度699米，2012年人口14,452人，人口密度每平方公里87人。